# Fußball-Weltmeisterschaft der Frauen 2023/Gruppe D
| Pl. | Land     | Sp. | S | U | N | Tore    | Diff. | Punkte |
| --- | -------- | --- | - | - | - | ------- | ----- | ------ |
| 1.  | England  | 3   | 3 | 0 | 0 | 008:100 | +7    | 09     |
| 2.  | Dänemark | 3   | 2 | 0 | 1 | 003:100 | +2    | 06     |
| 3.  | China    | 3   | 1 | 0 | 2 | 002:700 | −5    | 03     |
| 4.  | Haiti    | 3   | 0 | 0 | 3 | 000:400 | −4    | 0      |

Gruppe D der Fußball-Weltmeisterschaft der Frauen 2023:

## England – Haiti 1:0 (1:0)
| England                                                        | England | Haiti | Haiti |
| -------------------------------------------------------------- | --- | --- | ----- |
| England                                                        | \| 1. Spieltag \| \| 22. Juli um 19:30 Uhr (11:30 Uhr MESZ) in Brisbane (Lang Park) \| \| Zuschauer: 44.369 \| \| Schiedsrichterin: Emikar Calderas Barrera ( Venezuela) 1 \| \| Spielbericht \|                                                | \| 1. Spieltag \| \| 22. Juli um 19:30 Uhr (11:30 Uhr MESZ) in Brisbane (Lang Park) \| \| Zuschauer: 44.369 \| \| Schiedsrichterin: Emikar Calderas Barrera ( Venezuela) 1 \| \| Spielbericht \| | Haiti |
| England                                                        | Mary Earps – Lucy Bronze, Millie Bright , Jessica Carter, Alex Greenwood – Georgia Stanway, Keira Walsh, Ella Toone – Chloe Kelly, Alessia Russo (76. Rachel Daly), Lauren Hemp (61. Lauren James) Cheftrainerin: Sarina Wiegman ( Niederlande) | Kerly Théus – Betina Petit-Frère, Jennyfer Limage (31. Ruthny Mathurin), Tabita Joseph, Kethna Louis – Sherly Jeudy, Dayana Pierre-Louis, Batcheba Louis (90.+3' Darlina Joseph), Melchie Dumornay, Nérilia Mondésir – Roselord Borgella (78. Roseline Éloissaint) Cheftrainer: Nicolas Delépine ( Frankreich) | Haiti |
| England                                                        | 1:0 Stanway (29., Handelfmeter) | | Haiti |
| England                                                        | Stanway (45.+9'), Hemp (51.) | Pierre-Louis (19.) | Haiti |
| England                                                        | Spieler des Spiels: Georgia Stanway (England) | | Haiti |
| 1. Spieltag                                                    | | |       |
| 22. Juli um 19:30 Uhr (11:30 Uhr MESZ) in Brisbane (Lang Park) | | |       |
| Zuschauer: 44.369                                              | | |       |
| Schiedsrichterin: Emikar Calderas Barrera ( Venezuela) 1       | | |       |
| Spielbericht                                                   | | |       |

## Dänemark – China 1:0 (0:0)
| Dänemark                                                     | Dänemark | China | China |
| ------------------------------------------------------------ | --- | --- | ----- |
| Dänemark                                                     | \| 1. Spieltag \| \| 22. Juli um 20:00 Uhr (14:00 Uhr MESZ) in Perth (Perth Oval) \| \| Zuschauer: 16.989 \| \| Schiedsrichterin: Marie-Soleil Beaudoin ( Kanada) 2 \| \| Spielbericht \| | \| 1. Spieltag \| \| 22. Juli um 20:00 Uhr (14:00 Uhr MESZ) in Perth (Perth Oval) \| \| Zuschauer: 16.989 \| \| Schiedsrichterin: Marie-Soleil Beaudoin ( Kanada) 2 \| \| Spielbericht \|                                              | China |
| Dänemark                                                     | Lene Christensen – Rikke Læntver Sevecke, Stine Ballisager Pedersen, Simone Boye Sørensen, Katrine Veje – Josefine Hasbo, Karen Holmgaard, Kathrine Møller Kühl (62. Signe Bruun) – Janni Thomsen (85. Amalie Vangsgaard), Pernille Harder , Nicoline Sørensen (72. Rikke Marie Madsen) Cheftrainer: Lars Søndergaard | Xu Huan – Li Mengwen (85. Gao Chen), Wang Shanshan , Yao Wei, Chen Qiaozhu – Zhang Xin (46. Wang Shuang), Zhang Rui, Yang Lina, Zhang Linyan – Wu Chengshu (90.+1' Gu Yasha), Lou Jiahui (78. Shen Mengyu) Cheftrainerin: Shui Qingxia | China |
| Dänemark                                                     | 1:0 Vangsgaard (90.) | | China |
| Dänemark                                                     | Sevecke (40.) | | China |
| Dänemark                                                     | Spieler des Spiels: Amalie Vangsgaard (Dänemark) | | China |
| 1. Spieltag                                                  | | |       |
| 22. Juli um 20:00 Uhr (14:00 Uhr MESZ) in Perth (Perth Oval) | | |       |
| Zuschauer: 16.989                                            | | |       |
| Schiedsrichterin: Marie-Soleil Beaudoin ( Kanada) 2          | | |       |
| Spielbericht                                                 | | |       |

## England – Dänemark 1:0 (1:0)
| England                                                                    | England | Dänemark | Dänemark |
| -------------------------------------------------------------------------- | --- | --- | -------- |
| England                                                                    | \| 2. Spieltag \| \| 28. Juli um 18:30 Uhr (10:30 Uhr MESZ) in Sydney (Sydney Football Stadium) \| \| Zuschauer: 40.439 \| \| Schiedsrichterin: Tess Olofsson ( Schweden) 3 \| \| Spielbericht \|                                                                | \| 2. Spieltag \| \| 28. Juli um 18:30 Uhr (10:30 Uhr MESZ) in Sydney (Sydney Football Stadium) \| \| Zuschauer: 40.439 \| \| Schiedsrichterin: Tess Olofsson ( Schweden) 3 \| \| Spielbericht \| | Dänemark |
| England                                                                    | Mary Earps – Lucy Bronze, Millie Bright , Alex Greenwood, Rachel Daly – Georgia Stanway, Keira Walsh (38. Laura Coombs), Ella Toone (76. Lauren Hemp) – Chloe Kelly, Alessia Russo (76. Beth England), Lauren James Cheftrainerin: Sarina Wiegman ( Niederlande) | Lene Christensen – Rikke Læntver Sevecke, Stine Ballisager Pedersen (76. Frederikke Thøgersen), Simone Boye Sørensen, Katrine Veje – Josefine Hasbo (71. Amalie Vangsgaard), Karen Holmgaard (87. Sanne Troelsgaard Nielsen), Janni Thomsen, Kathrine Møller Kühl, Rikke Marie Madsen (76. Nicoline Sørensen) – Pernille Harder Cheftrainer: Lars Søndergaard | Dänemark |
| England                                                                    | 1:0 James (6.) | | Dänemark |
| England                                                                    | Spieler des Spiels: Lauren James (England) | | Dänemark |
| 2. Spieltag                                                                | | |          |
| 28. Juli um 18:30 Uhr (10:30 Uhr MESZ) in Sydney (Sydney Football Stadium) | | |          |
| Zuschauer: 40.439                                                          | | |          |
| Schiedsrichterin: Tess Olofsson ( Schweden) 3                              | | |          |
| Spielbericht                                                               | | |          |

## China – Haiti 1:0 (0:0)
| China                                                                  | China | Haiti | Haiti |
| ---------------------------------------------------------------------- | --- | --- | ----- |
| China                                                                  | \| 2. Spieltag \| \| 28. Juli um 20:30 Uhr (13:00 Uhr MESZ) in Adelaide (Hindmarsh Stadium) \| \| Zuschauer: 12.675 \| \| Schiedsrichterin: Marta Huerta de Aza ( Spanien) 4 \| \| Spielbericht \|                                      | \| 2. Spieltag \| \| 28. Juli um 20:30 Uhr (13:00 Uhr MESZ) in Adelaide (Hindmarsh Stadium) \| \| Zuschauer: 12.675 \| \| Schiedsrichterin: Marta Huerta de Aza ( Spanien) 4 \| \| Spielbericht \| | Haiti |
| China                                                                  | Zhu Yu – Li Mengwen, Wang Shanshan , Yao Wei, Chen Qiaozhu – Yao Lingwei (82. Dou Jiaxing), Yang Lina, Wu Chengshu (46. Wang Shuang), Zhang Rui, Zhang Linyan (88. Tang Jiali) – Lou Jiahui (37. Zhang Xin) Cheftrainerin: Shui Qingxia | Kerly Théus – Betina Petit-Frère, Tabita Joseph, Kethna Louis, Ruthny Mathurin (81. Chelsea Surpris) – Maudeline Moryl (46. Melchie Dumornay), Dayana Pierre-Louis (81. Danielle Étienne), Batcheba Louis (64. Roseline Éloissaint), Sherly Jeudy (89. Shwendesky Joseph), Nérilia Mondésir – Roselord Borgella Cheftrainer: Nicolas Delépine ( Frankreich) | Haiti |
| China                                                                  | 1:0 Wang Shu. (74., Foulelfmeter) | | Haiti |
| China                                                                  | Dumornay (63.), Delépine (90.+13') | | Haiti |
| China                                                                  | Zhang R. (29.) | | Haiti |
| China                                                                  | Rote Karte (29.) und Foulelfmeter (74.) jeweils nach Videobeweis | Abseitstor Mondésir (42.) | Haiti |
| China                                                                  | Spieler des Spiels: Wang Shuang (China) | | Haiti |
| 2. Spieltag                                                            | | |       |
| 28. Juli um 20:30 Uhr (13:00 Uhr MESZ) in Adelaide (Hindmarsh Stadium) | | |       |
| Zuschauer: 12.675                                                      | | |       |
| Schiedsrichterin: Marta Huerta de Aza ( Spanien) 4                     | | |       |
| Spielbericht                                                           | | |       |

## China – England 1:6 (0:3)
| China                                                                   | China | England | England |
| ----------------------------------------------------------------------- | --- | --- | ------- |
| China                                                                   | \| 3. Spieltag \| \| 1. August um 20:30 Uhr (13:00 Uhr MESZ) in Adelaide (Hindmarsh Stadium) \| \| Zuschauer: 13.497 \| \| Schiedsrichter: Casey Reibelt ( Australien) 5 \| \| Spielbericht \|                                                                      | \| 3. Spieltag \| \| 1. August um 20:30 Uhr (13:00 Uhr MESZ) in Adelaide (Hindmarsh Stadium) \| \| Zuschauer: 13.497 \| \| Schiedsrichter: Casey Reibelt ( Australien) 5 \| \| Spielbericht \| | England |
| China                                                                   | Zhu Yu – Li Mengwen (75. Wu Haiyan), Wang Shanshan , Yao Wei, Chen Qiaozhu – Wu Chengshu (90.+3' Shen Mengyu), Yao Lingwei (90.+3' Dou Jiaxing), Yang Lina, Zhang Linyan – Lou Jiahui (90.+11' Wang Linlin), Wang Shuang (75. Gu Yasha) Cheftrainerin: Shui Qingxia | Mary Earps – Jessica Carter, Millie Bright , Alex Greenwood – Lucy Bronze (71. Niamh Charles), Georgia Stanway (46. Laura Coombs), Katie Zelem, Rachel Daly, Lauren James (81. Ella Toone) – Lauren Hemp (71. Chloe Kelly), Alessia Russo (71. Beth England) Cheftrainerin: Sarina Wiegman ( Niederlande) | England |
| China                                                                   | 1:3 Wang Shu. (57., Foulelfmeter) | 0:1 Russo (4.) 0:2 Hemp (26.) 0:3 James (41.) 1:4 James (65.) 1:5 Kelly (77.) 1:6 Daly (84.) | England |
| China                                                                   | Bronze (56.) | | England |
| China                                                                   | Spieler des Spiels: Lauren James (England) | | England |
| 3. Spieltag                                                             | | |         |
| 1. August um 20:30 Uhr (13:00 Uhr MESZ) in Adelaide (Hindmarsh Stadium) | | |         |
| Zuschauer: 13.497                                                       | | |         |
| Schiedsrichter: Casey Reibelt ( Australien) 5                           | | |         |
| Spielbericht                                                            | | |         |

## Haiti – Dänemark 0:2 (0:1)
| Haiti                                                         | Haiti | Dänemark | Dänemark |
| ------------------------------------------------------------- | --- | --- | -------- |
| Haiti                                                         | \| 3. Spieltag \| \| 1. August um 19:00 Uhr (13:00 Uhr MESZ) in Perth (Perth Oval) \| \| Zuschauer: 17.897 \| \| Schiedsrichter: Oh Hyeon-jeong ( Südkorea) 6 \| \| Spielbericht \| | \| 3. Spieltag \| \| 1. August um 19:00 Uhr (13:00 Uhr MESZ) in Perth (Perth Oval) \| \| Zuschauer: 17.897 \| \| Schiedsrichter: Oh Hyeon-jeong ( Südkorea) 6 \| \| Spielbericht \| | Dänemark |
| Haiti                                                         | Kerly Théus – Betina Petit-Frère (87. Ruthny Mathurin), Tabita Joseph, Kethna Louis, Chelsea Surpris – Melchie Dumornay, Dayana Pierre-Louis (67. Roselord Borgella), Batcheba Louis, Sherly Jeudy, Nérilia Mondésir – Roseline Éloissaint Cheftrainer: Nicolas Delépine ( Frankreich) | Lene Christensen – Janni Thomsen, Rikke Læntver Sevecke, Simone Boye Sørensen, Katrine Veje – Kathrine Møller Kühl (80. Josefine Hasbo), Karen Holmgaard (80. Sanne Troelsgaard Nielsen), Nicoline Sørensen (63. Signe Bruun), Pernille Harder (90.+2' Luna Gevitz), Rikke Marie Madsen (63. Mille Gejl) – Amalie Vangsgaard Cheftrainer: Lars Søndergaard | Dänemark |
| Haiti                                                         | 0:1 Harder (21., Foulelfmeter) 0:2 Troelsgaard Nielsen (90.+10') | | Dänemark |
| Haiti                                                         | Holmgaard (66.) | | Dänemark |
| Haiti                                                         | Spieler des Spiels: Pernille Harder (Dänemark) | | Dänemark |
| 3. Spieltag                                                   | | |          |
| 1. August um 19:00 Uhr (13:00 Uhr MESZ) in Perth (Perth Oval) | | |          |
| Zuschauer: 17.897                                             | | |          |
| Schiedsrichter: Oh Hyeon-jeong ( Südkorea) 6                  | | |          |
| Spielbericht                                                  | | |          |